# Rheinniederung Germersheim-Speyer
Rheinniederung Germersheim-Speyer este o arie protejată (arie specială de conservare — SAC, sit de importanță comunitară — SCI) din Germania întinsă pe o suprafață de 2.069 ha, integral pe uscat.

## Localizare
Centrul sitului Rheinniederung Germersheim-Speyer este situat la coordonatele 49°16′07″N 8°25′20″E / 49.2686°N 8.4222°E.

## Înființare
Situl Rheinniederung Germersheim-Speyer a fost declarat sit de importanță comunitară în mai 2004 pentru a proteja 17 specii de animale. Situl a fost protejat și ca arie specială de conservare în octombrie 2005.

## Biodiversitate
Situată în ecoregiunea continentală, aria protejată conține 12 habitate naturale: Ape stătătoare oligotrofe până la mezotrofe, cu vegetație de Littorelletea uniflorae și/sau de Isoëto-Nanojuncetea, Lacuri eutrofice naturale cu vegetație de tip Magnopotamion sau Hydrocharition, Cursuri de apă de la nivel de câmpie la nivel montan, cu vegetație Ranunculion fluitantis și Callitricho-Batrachion, Râuri cu maluri nămoloase cu vegetație de Chenopodion rubri p.p. și Bidention p.p., Pajiști uscate seminaturale și facies de acoperire cu tufișuri pe substraturi calcaroase (Festuco-Brometalia) (* situri importante pentru orhidee), Pajiști cu Molinia pe soluri calcaroase, turboase sau argilos-nămoloase (Molinion caeruleae), Liziere de ierburi înalte hidrofile de câmpie și de nivel montan până la alpin, Pajiști aluvionare inundabile, de Cnidion dubii, Fânețe de joasă altitudine (Alopecurus pratensis, Sanguisorba officinalis), Păduri de stejar sau de stejar și carpen sub-atlantice și medio-europene de Carpinion betuli, Păduri aluvionare cu Alnus glutinosa și Fraxinus excelsior (Alno-Padion, Alnion incanae, Salicion albae), Păduri mixte riverane de Quercus robur, Ulmus laevis și Ulmus minor, Fraxinus excelsior sau Fraxinus angustifolia, de-a lungul marilor râuri (Ulmenion minoris).
La baza desemnării sitului se află mai multe specii protejate:
- păsări (5): pescăruș albastru (Alcedo atthis), ciocănitoarea de stejar (Dendrocopos medius), Ixobrychus minutus minutus, Luscinia svecica cyanecula, gaia neagră (Milvus migrans)
- amfibieni (1): triton cu creastă (Triturus cristatus)
- mamifere (1): liliac cu urechi mari (Myotis bechsteinii)
- nevertebrate (5): Euplagia quadripunctaria, rădașcă (Lucanus cervus), fluturele purpuriu (Lycaena dispar), phengaris nausithous (Maculinea nausithous), Maculinea teleius
- pești (5): Alosa alosa, Cobitis taenia Complex, Lampetra fluviatilis, Petromyzon marinus, somonul (Salmo salar)